# 第12回東京音楽祭
第12回東京音楽祭（12th Tokyo Music Festival）は、12回目の東京音楽祭である。1983年3月27日、日本武道館にて世界大会が開かれ、ライオネル・リッチー、ジョー・コッカー&ジェニファー・ウォーンズがグランプリをダブル受賞。
- 第11回東京音楽祭-第12回東京音楽祭-第13回東京音楽祭

## 概要
- 11/1～12/17の期間中に世界各国の応募曲（13ヶ国、41曲）からテープ審査の結果、海外11曲、日本から4組、計15曲が参加。

## 司会者
- 井上順
- 朝比奈マリア

## スペシャルゲスト
Guest Singer
- バリー・マニロウ Barry Manilow (初来日）

## プレゼンター
- ルネ・シマール、ナタリー・シマール

## 審査員
Judges
- 服部良一（審査委員長）
- 服部克久（音楽家）
- 岡野弁（ミュージックラボ社長）
- アウグスト・アウゲロ（FIDOF名誉会長）スペイン
- ダニー・オドノヴァン（ダニーオドノヴァンエンタープライズ社長）イギリス
- サルヴァトーレ・T・キャンティア（MCAミュージック社長）アメリカ
- グレゴリー・ペック（俳優）アメリカ
- トニー・スコッティー（スコッティーブラザーズ会長）アメリカ
- ビル・コンティ（作曲家）アメリカ
- バーバラ・カレラ（女優）アメリカ
- ハル・デイビット（ASCAP会長）アメリカ
- ウィリアム・ワードロー（ビルボード誌協同発行人）アメリカ

## 世界大会エントリー
参加15曲（出場順）
| 曲順 | エントリー歌手                                                         | 参加楽曲                                                    | 賞                                                   | 国                 |
| ---- | ---------------------------------------------------------------------- | ----------------------------------------------------------- | ---------------------------------------------------- | ------------------ |
| 1    | キャンディ&ランディ Candy & Randy                                      | 「ホワット・ユー・アー・ドゥーイン」 Oh What You're Doin'   | チャーミング賞 TBS賞                                 | アメリカ           |
| 2    | 野口五郎                                                               | 「19:00の街」 19:00 City                                    | フリオ・イグレイアス賞                               | 日本               |
| 3    | コニー・スティーブンス Connie Stevens                                  | 「恋のジェラシー・ゲーム」 They're Jealous of Me            | 銀賞 ステージング賞                                  | アメリカ           |
| 4    | ジョー・コッカー&ジェニファー・ウォーンズ Joe Cocker & Jennifer Warnes | 「愛と青春の旅だち」 Up Where We Belong                     | グランプリ                                           | イギリス・アメリカ |
| 5    | ビリー・フィールド Billy Field                                         | 「恋とタバコとスウィングと」 Bad Habits                     | 金賞                                                 | オーストラリア     |
| 6    | 倉橋ルイ子                                                             | 「哀しみのバラード」 The Ballad of Sadness                  | 外国審査員団賞                                       | 日本               |
| 7    | ナンシー・ウィルソン Nancy Wilson                                      | 「ユア・アイズ」 Your Eyes                                  | 最優秀歌唱賞 作曲賞（山下達郎） ベストコスチューム賞 | アメリカ           |
| 8    | 杉山清貴&OMEGA TRIBE                                                   | 「SUMMER SUSPICION」                                        | TBS賞                                                | 日本               |
| 9    | ケビン・アイ Kevin I.(Kevin Iwamoto)                                   | 「愛する人へ」 One In Love                                  | 国際友好賞 TBS賞                                     | アメリカハワイ     |
| 10   | ライオネル・リッチー Lionel Richie                                     | 「ユー・アー」 You Are                                      | グランプリ                                           | アメリカ           |
| 11   | アニタ・ムイ/梅艶芳 Anita Mui                                          | 「唇をうばう前に」 Fantasy of Love (Before The French Kiss) | アジア特別賞 TBS賞                                   | 香港               |
| 12   | エルベール・レオナール Herbert Leonard                                 | 「楽しみのために」 Pour Le Plaisir                          | 銀賞                                                 | フランス           |
| 13   | ソンゴルメ Song Gol Mae/송골매                                         | 「ラブ・ストーリー」 Love Story 모두다 사랑하리             | 音楽祭協力賞 TBS賞                                   | 韓国               |
| 14   | エマヌエル Emmanuel                                                    | 「ふたりの絵」 Sera                                         | 銀賞                                                 | メキシコ           |
| 15   | 森進一                                                                 | 「冬のリヴィエラ」 Winter In Riviera                        | 金賞 編曲賞（前田憲男）                              | 日本               |

## エピソード
- コニー・スティーブンスは前夜祭のレセプションパーティーにおいて、15歳と14歳の2人の娘が両脇に立ち一緒に歌唱している。参加曲がかつての自身のヒット曲という稀なケースでもあった。
- 得票数同点で2組のグランプリが出たため、トロフィーは受賞後にもうひとつ作られて贈呈されている。賞金300万円は半分ずつで分けられた。ライオネル・リッチーは「賞金の一部をミュージシャンを目指す日本の若者に寄付する」と発言し、実際には慈善団体に寄付された。
- 第3回大会グランプリのルネ・シマールは妹ナタリーと共にプレゼンターで出演。
- ジョー・コッカーはグランプリ獲得できなければハラキリするというジョークを飛ばしており、実際かなりプレッシャーがあって音楽祭終了後は憔悴しきっていたようで、優勝コメントはジェニファー・ウォーンズが一手に引き受けていた。
- ナンシー・ウィルソンは自身の最優秀歌唱賞よりも、同時受賞した山下達郎の作曲賞を喜んでいた。
- 杉山清貴&オメガトライブはこの東京音楽祭がデビューとなる。公式プログラムは、3月23日に行われた国内大会分が印刷に間に合わず、ゴールデンアップル賞を受賞した彼らの紹介は一枚ペラの差し込みで対応している。この対応は、13回大会の吉川晃司・清水宏次郎でも同様である。
- トップバッター歌唱は、ハリウッド美人双子姉妹で学生アイドルのキャンディ&ランディ。
- アメリカ・ハワイから参加のケビンＩ（ケビン・アイ/Kevin Iwamoto）は、ハワイ音楽祭優勝により東京音楽祭世界大会出場権を獲得した。1973年に日本で本格的な歌の勉強をした日系人である。ハワイ音楽祭では同じく前回グランプリ受賞で東京音楽祭参加権を得て第11回東京音楽祭世界大会に出場したシャリ・リンからトロフィーを授与された。
- ホンコンから参加のアニタ・ムイは日本語で歌唱。作詞・なかにし礼、作曲編曲はジョセフ・クー（Joseph Koo）。ホンコン音楽祭代表で参加権を獲得した。
- メキシコ代表・エマヌエルの参加楽曲は作詞エマヌエル、作曲編曲は岩崎宏美のヒット曲「聖母(マドンナ)たちのララバイ」を作曲した木森敏之の作品。
- 前田憲男は「冬のリヴィエラ」で編曲賞。森進一がトリで歌唱。